# Arthur Treacher
Arthur Veary Treacher (Brighton, 23 luglio 1894 – Manhasset, 14 dicembre 1975) è stato un attore britannico.

## Biografia
Figlio di un avvocato, iniziò la sua carriera dopo aver preso parte alla prima guerra mondiale. 
Interruppe la sua carriera nel 1964, dopo aver preso parte ad oltre 80 ruoli, tra cui quello dell'agente Jones nel celeberrimo film Mary Poppins. Negli anni sessanta divenne popolare alla televisione statunitense in qualità di annunciatore e spalla nel talk show condotto da Merv Griffin.
Nel 1930 si sposò con Mary Nugent ma il loro matrimonio si concluse in seguito con un divorzio. Nel 1940 si risposò con Virginia J. Taylor con la quale rimase fino alla morte.
È morto nel 1975, a 81 anni, per una malattia cardiovascolare.

## Filmografia parziale

### Cinema
- Battle of Paris, regia di Robert Florey (1929)
- Viviamo stanotte (Let's Live Tonight), regia di Victor Schertzinger (1935)
- Il cardinale Richelieu (Cardinal Richelieu), regia di Rowland V. Lee (1935)
- Non più signore (No More Ladies), regia di Edward H. Griffith (1935)
- Riccioli d'oro (Curly Top), regia di Irving Cummings (1935)
- Il re della risata (Bright Lights), regia di Busby Berkeley (1935)
- Io vivo la mia vita (I Live My Life), regia di W. S. Van Dyke (1935)
- Una notte d'oblio (Remember Last Night?), regia di James Whale (1935)
- Splendore (Splendor), regia di Elliott Nugent (1935)
- Al di là delle tenebre (Magnificent Obsession), regia di John M. Stahl (1935)
- Mister Cinderella, regia di Edward Sedgwick (1936)
- Satan Met a Lady, regia di William Dieterle (1936)
- Cin Cin (Stowaway), regia di William A. Seiter (1936)
- Anything Goes, regia di Lewis Milestone (1936)
- Schiavo della tua malia (Under Your Spell), regia di Otto Preminger (1936)
- Scandalo al Grand Hotel (Thin Ice), regia di Sidney Lanfield (1937)
- New York si diverte (You Can't Have Everything), regia di Norman Taurog (1937)
- Zoccoletti olandesi (Heidi), regia di Allan Dwan (1937)
- Step Lively, Jeeves!, regia di Eugene Forde (1937)
- Pazza per la musica (Mad About Music), regia di Norman Taurog (1938)
- La piccola principessa (The Little Princess), regia di Walter Lang (1939)
- Bridal Suite, regia di Wilhelm Thiele (1939)
- Brother Rat and a Baby, regia di Ray Enright (1940)
- Per sempre e un giorno ancora (Forever and a Day), regia di Edmund Goulding, Cedric Hardwicke, Frank Lloyd, Victor Saville, René Clair, Robert Stevenson, Herbert Wilcox (1943)
- Gianni e Pinotto in società (In Society), regia di Jean Yarbrough (1944)
- Gran Premio (National Velvet), regia di Clarence Brown (1944)
- La vergine di Tripoli (Slave Girl), regia di Charles Lamont (1947)
- Il bacio di mezzanotte (The Midnight Kiss), regia di Norman Taurog (1949)
- Sei canaglia ma ti amo (Love That Brute), regia di Alexander Hall (1950)
- Mary Poppins, regia di Robert Stevenson (1964)

### Televisione
- Climax! – serie TV, episodio 2x20 (1956)

## Doppiatori italiani
- Stefano Sibaldi in La vergine di Tripoli
- Arturo Dominici in Mary Poppins
- Renato Mori in Gran premio (ridoppiaggio)

## Spettacoli teatrali
- Ziegfeld Follies of 1943 (Broadway, 1º aprile 1943)